# Dospat (gmina)
Dospat (bułg.: Община Доспат)  − gmina w południowej Bułgarii, w obwodzie Smolan.

## Miejscowości
Miejscowości wchodzące w skład gminy Dospat:
- Barutin (bułg.: Барутин),
- Bryszten (bułg.: Бръщен),
- Cryncza (bułg.: Црънча),
- Czawdar (bułg.: Чавдар),
- Dospat (bułg.: Доспат) - siedziba gminy,
- Kysak (bułg.: Късак),
- Lubcza (bułg.: Любча),
- Zmeica (bułg.: Змеица).